# Acrapex roseonigra
Acrapex roseonigra är en fjärilsart som beskrevs av Emilio Berio 1976-1977 [1977. Acrapex roseonigra ingår i släktet Acrapex och familjen nattflyn. Inga underarter finns listade i Catalogue of Life.